# United Petrotrin
Lo United Petrotrin è una società calcistica trinidadiana.

## Palmarès

### Competizioni nazionali
- Campionato di calcio di Trinidad e Tobago: 2

1986, 1988
- Coppa di Trinidad e Tobago: 5

1986, 1988, 1993, 1995, 1997
- Trinidad e Tobago Classic: 1

2006

### Competizioni internazionali
- CFU Club Championship: 1

1997

### Altri piazzamenti
- CONCACAF Champions' Cup:

Semifinalista: 1986

## Rosa 2008-2009
| N. |                              | Ruolo | Calciatore       |
| -- | ---------------------------- | ----- | ---------------- |
|    | Trinidad e Tobago (bandiera) | P     | Akini Adams      |
|    | Trinidad e Tobago (bandiera) | P     | Curtis Granger   |
|    | Trinidad e Tobago (bandiera) | P     | Kareem Gray      |
|    | Trinidad e Tobago (bandiera) | P     | Perry Martin     |
|    | Trinidad e Tobago (bandiera) | D     | Akeem Parris     |
|    | Trinidad e Tobago (bandiera) | D     | Al Sinclair      |
|    | Tobago (bandiera)            | D     | Daniel Cyrus     |
|    | Trinidad e Tobago (bandiera) | D     | Ghymo Harper     |
|    | Inghilterra (bandiera)       | D     | Husani Thomas    |
|    | Stati Uniti (bandiera)       | D     | Kareem Smith     |
|    | Trinidad e Tobago (bandiera) | D     | Kevon Rouse      |
|    | Trinidad e Tobago (bandiera) | D     | Kurt Williams    |
|    | Trinidad e Tobago (bandiera) | D     | Lyndon Diaz      |
|    | Trinidad e Tobago (bandiera) | D     | Makan Hislop     |
|    | Trinidad e Tobago (bandiera) | D     | Ronald Joseph    |
|    | Trinidad e Tobago (bandiera) | D     | Wesley Frederick |
|    | Trinidad e Tobago (bandiera) | C     | Brenton De Leon  |
|    | Trinidad e Tobago (bandiera) | C     | Cion Samuel      |

| N. |                              | Ruolo | Calciatore        |  |
| -- | ---------------------------- | ----- | ----------------- |  |
|    | Trinidad e Tobago (bandiera) | C     | Devon Caseman     |  |
|    | Trinidad e Tobago (bandiera) | C     | Grant Guthrie     |  |
|    | Trinidad e Tobago (bandiera) | C     | Jody Allsop       |  |
|    | Trinidad e Tobago (bandiera) | C     | Keon Daniel       |  |
|    | Trinidad e Tobago (bandiera) | C     | Kevin Francis     |  |
|    | Trinidad e Tobago (bandiera) | C     | Kerry Frederick   |  |
|    | Trinidad e Tobago (bandiera) | C     | Kennedy Hinkson   |  |
|    | Trinidad e Tobago (bandiera) | C     | Marlon Lewis      |  |
|    | Trinidad e Tobago (bandiera) | C     | Romauld Aguillera |  |
|    | Trinidad e Tobago (bandiera) | C     | Sean Leoung Tat   |  |
|    | Trinidad e Tobago (bandiera) | C     | Simeon Augustus   |  |
|    | Trinidad e Tobago (bandiera) | C     | Shavon Frederick  |  |
|    | Trinidad e Tobago (bandiera) | A     | Kelvin Hernandez  |  |
|    | Trinidad e Tobago (bandiera) | A     | Beville Joseph    |  |
|    | Guyana (bandiera)            | A     | Vurlon Mills      |  |
|    | Trinidad e Tobago (bandiera) | A     | Jamal Clarence    |  |
|    | Trinidad e Tobago (bandiera) | A     | Jerol Forbes      |  |
|    | Trinidad e Tobago (bandiera) | A     | Kendall Davis     |  |